# Amflora
Az Amflora egy transzgenikus keményítőburgonya, amelyet a BASF Plant-Science (a német BASF vegyipari konszern egyik leányvállalata) fejlesztett ki. Az Amflora nem tartalmaz amilózt, ezért a hagyományos keményítőburgonyáknál költséghatékonyabb nyersanyagforrás a papír-, textil-, és ragasztóanyag-gyártásban.

## Felhasználás
A hagyományos burgonyákban a keményítő amilopektint és amilózt is tartalmaz. Az amilopektin fontos ipari nyersanyagforrás, de felhasználás előtt az amilóztól külön kell választani. Az Amflorában RNS-interferencia segítségével működésképtelenné tették az amilózt termelő gént, így az elválasztási folyamat szükségtelenné válik, amivel energia, víz és nyersanyag spórolható meg.
Termelésbe az Amflora csak az EU jóváhagyása után kerül, mert e világ burgonyakeményítő termelésének 80%-a innen származik. A burgonyakeményítő legfontosabb termelő és feldolgozó országai: Németország, Hollandia, Franciaország Dánia, Lengyelország és Svédország.
Az Amflora nem mérgező, de a nagy keményítőtartalma miatt olyan „lisztesen fővő”, hogy konyhatechnikailag nem használható.

## Törvényi szabályozás az EU-ban és a tagországokban
Az Amflora engedélyzetetését a gyártó 1996 augusztusában kezdte meg; a transzgenikus növények körüli viták miatt az eljárás egészen 2010 márciusáig húzódott. A fő akadály az volt, hogy mivel az Amflora genetikai markereként alkalmazott nptII a kanamycin nevű antibiotikum rezisztens génje, az EU jóváhagyási irányelvei szerint viszont a kereskedelmi céllal géntechnológiailag módosított növények nem tartalmazhatnak antibiotikumok ellen orvosilag fontos rezisztens géneket. (Ilyenkor ugyanis fennáll a veszélye annak, hogy a gén átkerül az embert megbetegítő baktériumokba, és azok ellenállóvá válnak az antibiotikumra.) Ezért az Európai Bizottság 2007 márciusában kikérte az Európai Gyógyszerfelügyelet (EMEA) szakvéleményét. Az EMEA arra a megállapításra jutott, hogy hogy a rezisztens gén átvitele növények és baktériumok között nagyon valószínűtlen (a vonatkozó kutatások 10−17-re teszik), valamint az nptII-gén a természetben enélkül is nagyon elterjedt, és a bélrendszerben és a külvilágban található baktériumok jó része már rezisztens a Kanomycinnel szemben; ez alapján az Európai Élelmiszer-biztonsági Hivatal (EFSA) 2007 áprilisában megállapította, hogy az Amflora „gyanú felett álló” az emberekre, állatokra és a környezetre nézve. 2007. július 16-án az EU környezetvédelmi biztosa, Stavros Dimas bejelentette, hogy az Európai Bizottság engedélyezi az Amflora ipari felhasználását. Az EU-tagállamok agrárminiszterei azonban nem tudtak az engedélyezésben megegyezni. A BASF az ügy elhúzódása miatt 2008-ban panaszt emelt az Európai Bíróságnál az Európai Bizottság ellen.
2009-ben az EFSA újabb tudományos állásfoglalást hozott nyilvánosságra az NptII génnel kapcsolatban. Eszerint a múltban az EFSA a gén felhasználását többször megvizsgálta, és ismételten jóváhagyta, hogy az említett gén biztonságos, és nincs szükség további tudományos vizsgálatokra. 2010. március 2-án az Európai Bizottság jóváhagyta az Amflora termesztését ipari és takarmányozási célokra.

## Termelés a tagállamokban
2010-ben Mecklenburg-Vorpommern tartományban 20 hektár, Svédországban 80 hektár vetőgumó célú, Csehországban 150 hektár gazdaságú célú telepítését tervezik.